# Maria Gripe
Maria Gripe, geboren als Maria Walter (Vaxholm, 25 juli 1923 - Rönninge (Salem (Zweden)), 5 april 2007) was een Zweeds schrijver van jeugdliteratuur die vaak werd geschreven op een magische en mystieke toon. Haar boeken hebben vele prijzen ontvangen, waaronder de Nils Holgersson-plaket in 1963, de Hans Christian Andersenprijs in 1974 en de medaille Litteris et Artibus in 2000. Haar boeken werden vertaald in ongeveer dertig talen.
Gripe overleed op 5 april 2007 in haar eigen huis.